# Bildstein
Bildstein (fino al 1857 Steußberg) è un comune austriaco di 725 abitanti nel distretto di Bregenz, nel Vorarlberg.